# 紫色新雀鯛
紫色新雀鯛（學名：Neopomacentrus violascens），是輻鰭魚綱鱸形目雀鯛科新雀鯛屬的其中一種，分布於中西太平洋印尼到所羅門群島,北至日本, 南至澳洲北部與萬那杜海域，深度1至30公尺，本魚體呈橢圓形且側扁，吻短且圓鈍，具頷齒，體被櫛鱗，尾鰭深叉形，上下葉延伸呈絲狀，體色紫色至紫黑色，尾部及背鰭軟條部後端黃色，魚鰭邊緣藍色，背鰭硬棘13枚、背鰭軟條11-12枚、臀鰭硬棘2枚、臀鰭軟條10-11枚，體長可達7.5公分，棲息在沿岸港灣、潟湖、礁岩區，成群活動，以浮游生物為食，繁殖期時成對出現，雄魚會守護卵直到孵化，生活習性不明。